# Sdružení obcí Čistá Jihlava
Sdružení obcí Čistá Jihlava je svazek obcí v okresu Brno-venkov, jeho sídlem je Přibice a jeho cílem je regionální rozvoj obecně. Sdružuje celkem 12 obcí a byl založen v roce 2001.

## Obce sdružené v mikroregionu
- Branišovice
- Cvrčovice
- Ivaň
- Pasohlávky
- Pohořelice
- Přibice
- Šumice
- Vlasatice
- Vranovice
- Loděnice
- Malešovice
- Odrovice